# Tiree
Tiree (tiếng Gael Scotland: Tiriodh, phát âm [ˈtʲʰiɾʲəɣ]) là một hòn đảo tại Nội Hebrides của Scotland. Đây là một đảo thấp, nằm phía tây nam Coll, có diện tích 7.834 hécta (30,2 dặm vuông Anh) và dân số khoảng 650 người. Đất đai ở đây rất màu mỡ, và lĩnh canh, cùng với hoạt động du lịch, và ngư nghiệp là nguồn cung cấp việc làm làm chính cho người dân trên đảo. Tiree, cùng với Colonsay, hưởng được số giờ nắng vào cuối xuân và đầu hè cao hơn trung bình toàn Vương quốc Liên hiệp. Tiree là một địa điểm lướt ván buồm nổi tiếng, và đôi khi được gọi là "Hawaii phương bắc"

## Địa lý
Điểm dân cứ chính tại Tiree là làng Scarinish. Những điểm dân cư khác là Hynish và Sandaig, cả hai đều có những viện bảo tàng nhỏ.
Điểm cao nhất là Tiree là Ben Hynish ở phần nam của đảo, cao 141 mét (463 ft).

## Vận tải
CalMac quản lý một chuyến phà hằng ngày đến Scarinish, khởi hành từ Oban và tốn bốn giờ. Sân bay Tiree tọa lạc tại Crossapol. Loganair cung cấp những chuyến bay hàng ngày từ sân bay Glasgow và hàng không Hebrides tới Coll và Oban.
Đường phố Tiree, như tại nhiều đảo nhỏ khác, gần như đều là đường một chiều. 

## Khí hậu

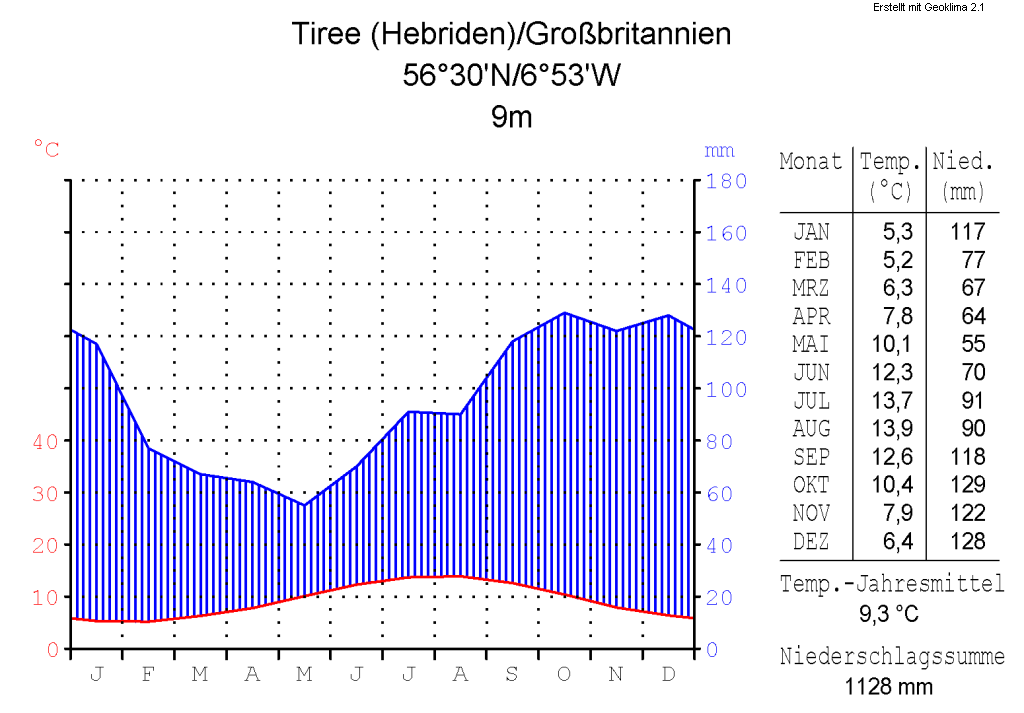
Biểu đồ khí hậu Tiree

Như phần còn lại của Tây Scotland, Tiree có khí hậu đại dương với mùa hè mát và mùa đông dịu. Dù nằm trên cùng vĩ tuyến với Labrador ở bên kia Đại Tây Dương, ít gặp tuyết và sương giá tại Tiree, và nếu chúng xuất hiện, thì cũng nhanh chóng mất đi. Tài liệu khí hậu ghi nhận tại sân bay Tiree cho biết nhiệt độ thấp nhất trong những năm gần đây là −5,8 °C (21,6 °F) trong đợt lạnh tháng 10 năm 2010. Nhiệt độ mùa đông tương tự như của vùng duyên hải miền nam Anh.

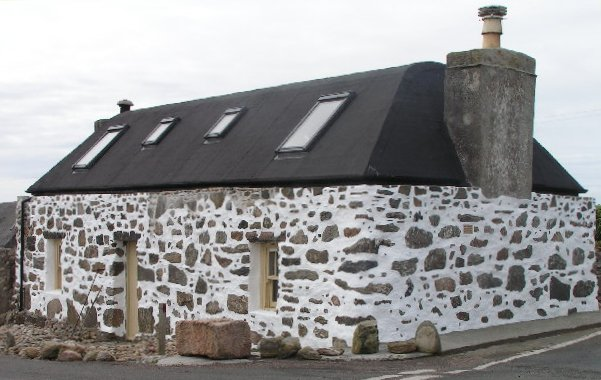
A restored 'spotted house'.

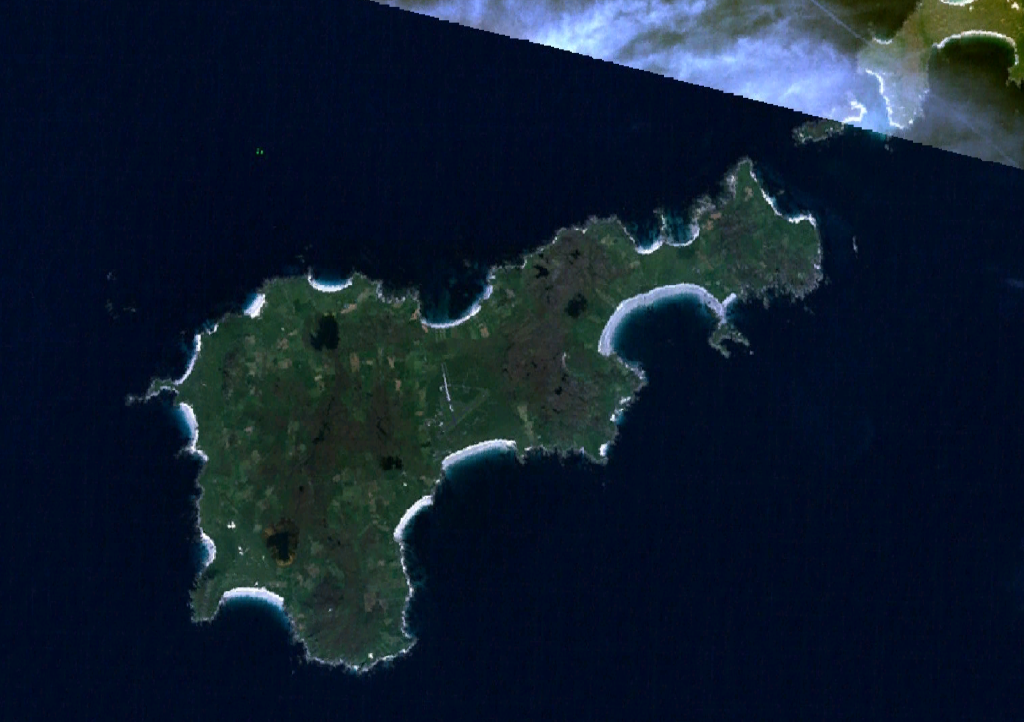
Satellite image of Tiree.

| Dữ liệu khí hậu của Tiree, 9m asl, 1981–2010       | Dữ liệu khí hậu của Tiree, 9m asl, 1981–2010 | Dữ liệu khí hậu của Tiree, 9m asl, 1981–2010 | Dữ liệu khí hậu của Tiree, 9m asl, 1981–2010 | Dữ liệu khí hậu của Tiree, 9m asl, 1981–2010 | Dữ liệu khí hậu của Tiree, 9m asl, 1981–2010 | Dữ liệu khí hậu của Tiree, 9m asl, 1981–2010 | Dữ liệu khí hậu của Tiree, 9m asl, 1981–2010 | Dữ liệu khí hậu của Tiree, 9m asl, 1981–2010 | Dữ liệu khí hậu của Tiree, 9m asl, 1981–2010 | Dữ liệu khí hậu của Tiree, 9m asl, 1981–2010 | Dữ liệu khí hậu của Tiree, 9m asl, 1981–2010 | Dữ liệu khí hậu của Tiree, 9m asl, 1981–2010 | Dữ liệu khí hậu của Tiree, 9m asl, 1981–2010 |
| Tháng                                              | 1                                            | 2                                            | 3                                            | 4                                            | 5                                            | 6                                            | 7                                            | 8                                            | 9                                            | 10                                           | 11                                           | 12                                           | Năm                                          |
| -------------------------------------------------- | -------------------------------------------- | -------------------------------------------- | -------------------------------------------- | -------------------------------------------- | -------------------------------------------- | -------------------------------------------- | -------------------------------------------- | -------------------------------------------- | -------------------------------------------- | -------------------------------------------- | -------------------------------------------- | -------------------------------------------- | -------------------------------------------- |
| Cao kỉ lục °C (°F)                                 | 12.3 (54.1)                                  | 12.9 (55.2)                                  | 15.2 (59.4)                                  | 19.8 (67.6)                                  | 23.4 (74.1)                                  | 25.0 (77.0)                                  | 26.1 (79.0)                                  | 25.0 (77.0)                                  | 21.2 (70.2)                                  | 19.1 (66.4)                                  | 14.6 (58.3)                                  | 13.2 (55.8)                                  | 26.1 (79.0)                                  |
| Trung bình ngày tối đa °C (°F)                     | 7.8 (46.0)                                   | 7.7 (45.9)                                   | 8.7 (47.7)                                   | 10.4 (50.7)                                  | 13.0 (55.4)                                  | 14.8 (58.6)                                  | 16.3 (61.3)                                  | 16.4 (61.5)                                  | 15.0 (59.0)                                  | 12.5 (54.5)                                  | 10.1 (50.2)                                  | 8.3 (46.9)                                   | 11.8 (53.2)                                  |
| Tối thiểu trung bình ngày °C (°F)                  | 3.4 (38.1)                                   | 3.1 (37.6)                                   | 3.9 (39.0)                                   | 5.1 (41.2)                                   | 7.1 (44.8)                                   | 9.5 (49.1)                                   | 11.2 (52.2)                                  | 11.4 (52.5)                                  | 10.0 (50.0)                                  | 8.0 (46.4)                                   | 5.6 (42.1)                                   | 3.9 (39.0)                                   | 6.9 (44.4)                                   |
| Thấp kỉ lục °C (°F)                                | −6.4 (20.5)                                  | −6.1 (21.0)                                  | −4.8 (23.4)                                  | −4.4 (24.1)                                  | −0.3 (31.5)                                  | 2.3 (36.1)                                   | 5.4 (41.7)                                   | 4.9 (40.8)                                   | 1.4 (34.5)                                   | −0.3 (31.5)                                  | −3.9 (25.0)                                  | −7 (19)                                      | −7 (19)                                      |
| Lượng mưa trung bình mm (inches)                   | 137.8 (5.43)                                 | 101.3 (3.99)                                 | 103.0 (4.06)                                 | 72.8 (2.87)                                  | 59.6 (2.35)                                  | 65.0 (2.56)                                  | 79.7 (3.14)                                  | 106.9 (4.21)                                 | 112.0 (4.41)                                 | 149.5 (5.89)                                 | 135.8 (5.35)                                 | 131.7 (5.19)                                 | 1.255,1 (49.41)                              |
| Số ngày mưa trung bình (≥ 1.0 mm)                  | 20.2                                         | 16.2                                         | 18.3                                         | 12.5                                         | 11.9                                         | 11.9                                         | 14.1                                         | 15.0                                         | 16.0                                         | 19.6                                         | 19.5                                         | 19.4                                         | 194.4                                        |
| Số giờ nắng trung bình tháng                       | 39.0                                         | 69.9                                         | 111.1                                        | 175.2                                        | 238.8                                        | 205.5                                        | 174.4                                        | 163.3                                        | 128.2                                        | 88.4                                         | 46.8                                         | 36.0                                         | 1.476,6                                      |
| Nguồn 1: Met Office                                |                                              |                                              |                                              |                                              |                                              |                                              |                                              |                                              |                                              |                                              |                                              |                                              |                                              |
| Nguồn 2: Royal Dutch Meteorological Institute/KNMI |                                              |                                              |                                              |                                              |                                              |                                              |                                              |                                              |                                              |                                              |                                              |                                              |                                              |

## Kinh tế
Đất machair màu mỡ trên đảo tạo thuận lợi trong việc đồng án và lĩnh canh.
Hội phát triển cộng đồng Tiree đã cung cấp một tuốc bin gió 950 kW làm tài sản cộng đồng. Đây là dự án thứ tư quy mô như vậy tại Scotland. Ba dự án đầu tiên là tại Gigha, Westray, và làng kinh tế Findhorn.
Tiree là một địa điểm lướt ván buồn nổi tiếng. Đảo tổ chức Tiree Wave Classic thường xuyên và là nơi diễn ra chung kết Cúp thế giới Corona Extra PWA World Cup năm 2007. Đây là nơi lui tới của nhiều câu lạc bộ lướt ván, gồm các câu lạc bộ trường đại học Edinburgh, Aberdeen và Glasgow.
Dân số trên đảo là 653 trong thống kê 2011 giảm hơn 15% từ năm 2001 khi mà có tới 770 người thường trú. Trong cùng một thời kỳ, tổng dân số các đảo Scotland tăng 4%, lên 103.702.

## Văn hóa và truyền thông
Tiree có một lượng người nói tiếng Gael Scotland tuy đang giảm, nhưng vẫn đáng kể. Năm 2001, 368 dân (47,8%) nói tiếng Gael. Năm 2011, con số giảm xuống còn 240 (38,3%). Tuy vậy, 38,3% tỉ lệ người nói tiếng Gael cao nhất tại các đảo Nội Hebrides.
Từ năm 2010, đảo là nơi diễn ra Nhạc hội Tiree thường niên, diễn ra tại bãi đổ xem của tòa 'An Talla'.
Tiree được nhắc đến trong đĩa đơn Orinoco Flow (1988) của Enya.